# Molo di Palazzo Ducale

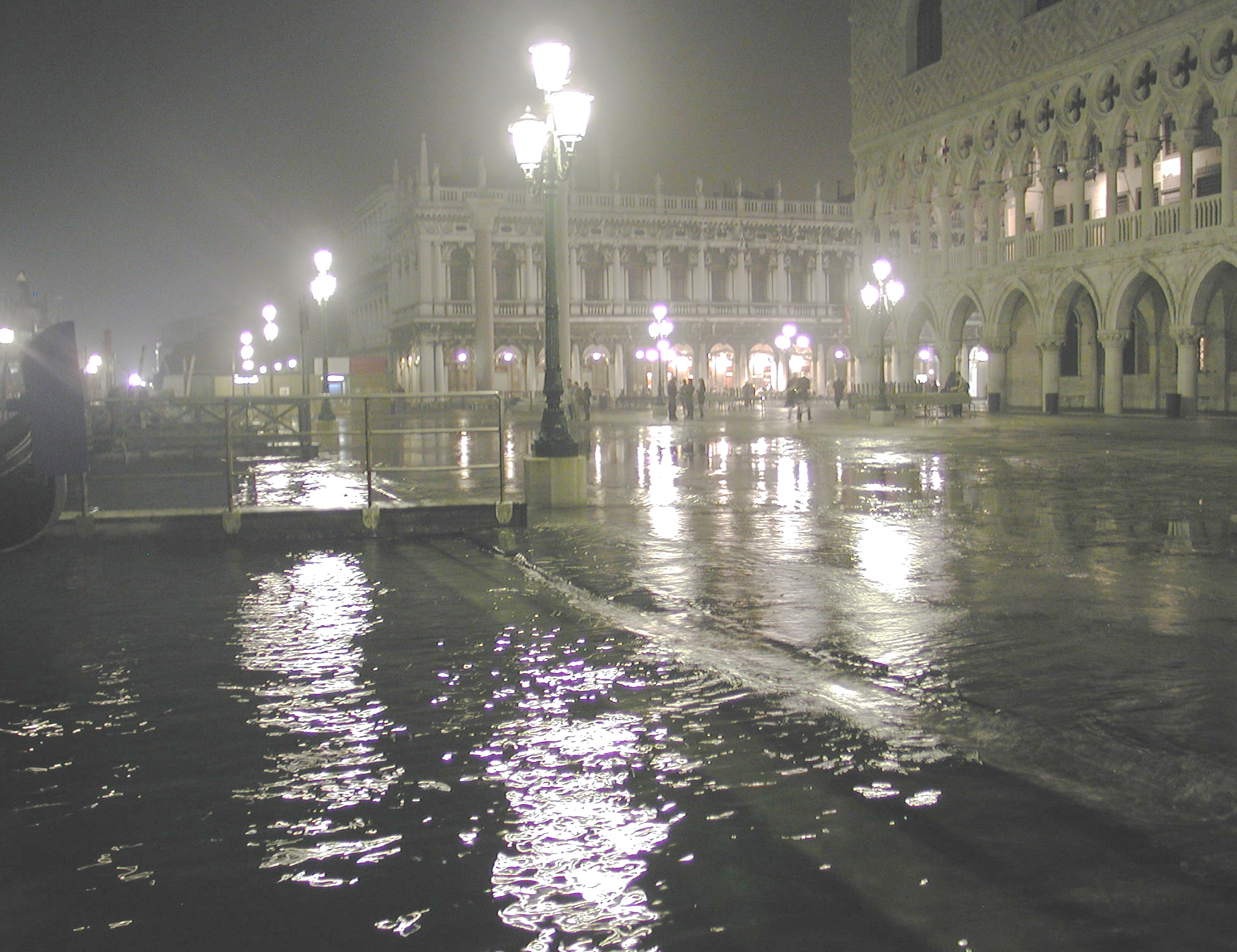
Il molo in una giornata d'acqua alta.

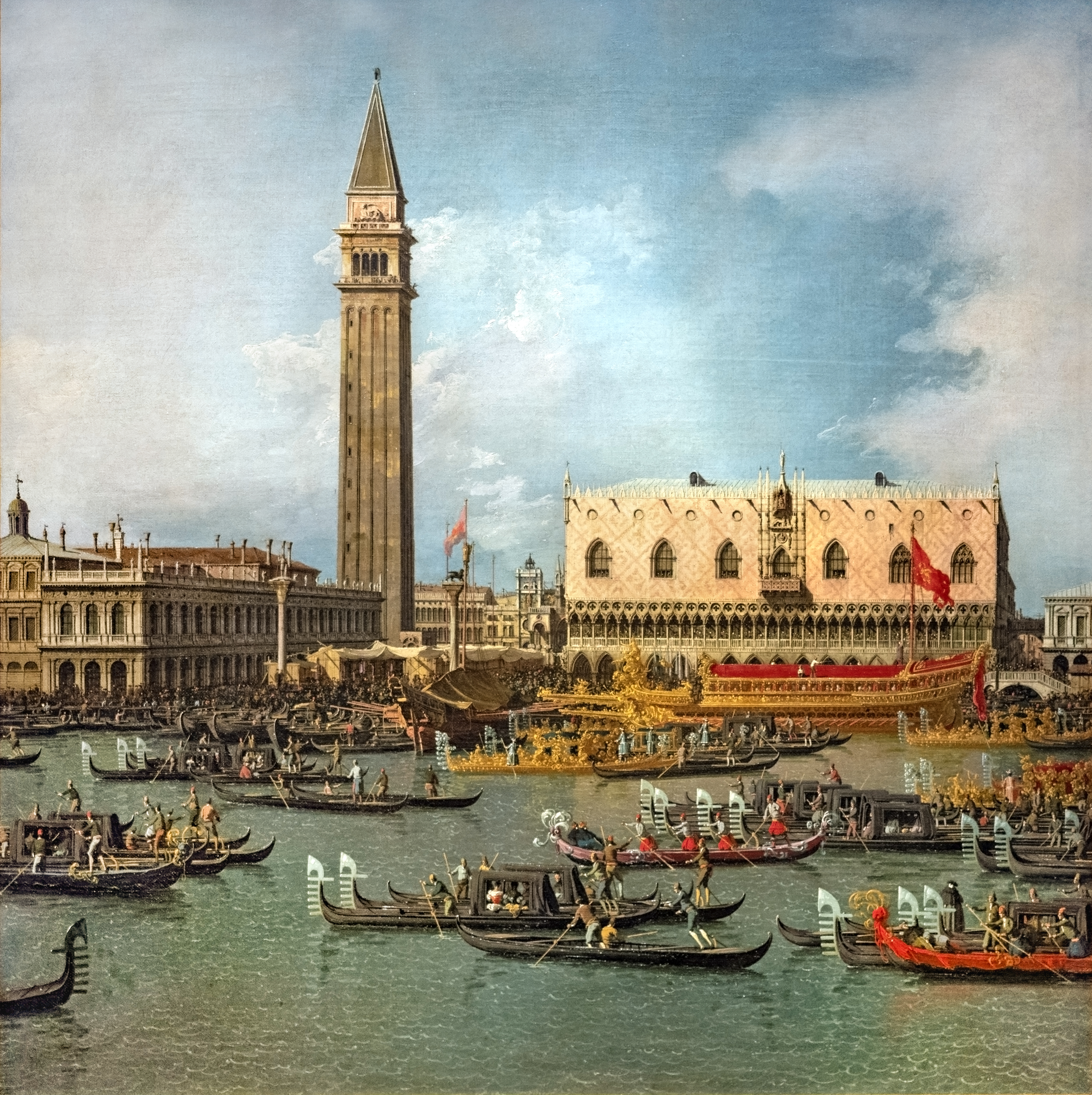
Veduta di Canaletto con il molo e la fusta da guerra ormeggiata di fronte a Palazzo Ducale.

A Venezia è chiamato molo di Palazzo Ducale o di San Marco o della Piazzetta o, più semplicemente, molo il tratto di riva posto di fronte a piazzetta San Marco e affacciantesi sul bacino San Marco.
Si tratta dell'unica riva della città ad avere il nome di molo, per la sua particolare importanza di porta d'acqua di Venezia. 

## Geografia
Il molo è compreso tra il rio di Palazzo e il rio della Zecca e unito rispettivamente alla riva degli Schiavoni e alla fondamenta dei Giardini Reali dai ponti della Paglia e della Zecca. Vi si affacciano la mole di Palazzo Ducale, l'accesso della piazza con le due grandi colonne di San Marco e San Todaro, la facciata laterale della Libreria Marciana e la Zecca. Si tratta di una delle rive più basse di Venezia, particolarmente soggetta al fenomeno dell'acqua alta.

## Storia
Il molo venne realizzato a seguito dei lavori di ampliamento dell'area marciana che, nel 1156, sotto il dogado di Vitale II Michiel, portarono all'interramento dell'antico rio Batario e soprattutto del bacino acqueo fiancheggiante il Palazzo Ducale e la Basilica di San Marco, sul quale venne realizzata la Piazzetta. Nel 1172 vennero poi erette le due colonne granitiche che costituiscono l'accesso monumentale alla piazza. Tra il 1340 e il 1404 venne realizzata la facciata di Palazzo Ducale fronteggiante il molo. Tra il 1537 e il 1588 vennero infine realizzate la Zecca e la Libreria, opera del Sansovino e di Vincenzo Scamozzi.
Fino all'epoca napoleonica il molo era realmente prominente rispetto all'adiacente riva degli Schiavoni, in quanto essa fu estesa al limite attuale solo in quel periodo mentre in precedenza era larga tanto quanto le altre rive di Venezia (2-3 metri), come si può notare in tutte le mappe antecedenti. 
All'epoca della Serenissima Repubblica sul molo, di fronte a Palazzo Ducale, stazionava in permanenza una fusta della marina da guerra per la sorveglianza e la protezione del Palazzo, sede del governo, del bacino San Marco e dell'accesso del Canal Grande, via acquea diretta verso il cuore della città.